# Anthony Bacon

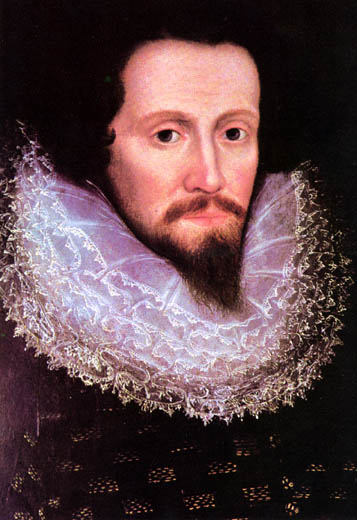
Anthony Bacon 1594, im Alter von 36 Jahren

Anthony Bacon (* 1558 in London; † 1601 in London) war ein englischer Parlamentarier und Spion. Er arbeitete für Francis Walsingham und später für Robert Devereux, den zweiten Earl of Essex. Einer seiner Brüder war Francis Bacon.

## Jugend
Anthony Bacon war der vierte von fünf Söhnen Nicholas Bacons, der unter Königin Elisabeth I. Lordsiegelbewahrer war. Anthony war der ältere von zwei Söhnen aus Nicholas’ zweiter Ehe mit Anne Cooke Bacon, deren Schwester mit William Cecil, 1. Baron Burghley verheiratet war. Gemeinsam mit seinem jüngeren Bruder Francis hatte er ab 1567 den puritanischen Geistlichen John Walsall zum Lehrer. Ab April 1573 studierte Anthony zusammen mit seinem jüngeren Bruder Francis drei Jahre am Trinity College in Cambridge, ohne dass die beiden das Studium abschlossen. Anthony war schon als Kind kränklich, der früheste erhaltene Brief seines Bruders Francis erwähnt, dass Anthony wegen „schmerzender Augen“ Vorlesungen in Cambridge nicht besuchen konnte.

## Frankreich
1576 wurde Anthony zur Ausbildung als Jurist in Gray’s Inn aufgenommen. Im Februar 1579 starb sein Vater, Anthony erbte Ländereien, die jährlich 360 Pfund abwarfen. Durch das Geld unabhängig geworden, beschloss er, nach Frankreich zu gehen. Von Paris aus schickte er erste Spionageberichte an Burghley und Walsingham. Anthony hielt sich in vielen Städten Frankreichs auf. Bourges war ihm zu katholisch, weshalb er 1581 ins protestantische Genf ging. Nach Aufenthalten in Lyon, Montpellier, Toulouse, und Marseille ging er 1583 nach Bordeaux, wo er Michel de Montaigne traf. Die englische Königin benutzte Bacon in dieser Zeit als inoffiziellen Kontaktmann zu Heinrich von Navarra, dem Anführer der Hugenotten. 
Daphne du Mauriers Recherche in den französischen Archiven von Montauban erbrachten ein Dokument vom Sommer 1586, das Anthony der Sodomie bezichtigte. Er wurde nie dafür verurteilt. Heinrich, der damalige König von Navarra, intervenierte persönlich mit einem Brief an den Königlichen Rat.

## Rückkehr nach England
Im Februar 1592 kehrte Anthony nach London zurück, in der Hoffnung, Burghley würde ihn weiter beschäftigen, was sich nicht erfüllte. Anthonys Bruder Francis stellte ihn seinem eigenen Förderer Robert Devereux vor, der ihn zwar beschäftigte, allerdings ohne ihn für seine Arbeit auch zu entlohnen. Die Brüder sahen einander regelmäßig und arbeiteten und schrieben zusammen. Bis April 1594 teilten sie ein Zimmer in Gray’s Inn. Danach nahm sich Anthony eine Wohnung in einem Haus in Bishopsgate, in der Nähe der Theater. Francis lebte weiterhin in Gray’s Inn und in einer Residenz auf dem Lande in Twickenham. 
Anthonys körperliche Beschwerden mehrten sich, er litt an Nierensteinen und Gicht. Als Essex’ Protégé wurde er als Abgeordneter für Wallingford in Berkshire zweimal ins Unterhaus gewählt.
In wenigen Jahren war es Anthony nach seiner Rückkehr aus Frankreich gelungen, ein ausgeklügeltes Netzwerk von Informanten und Spionen aufzubauen. Als Devereux’ Sekretär war er während der nächsten zwölf Jahre für die Übermittlung und den Empfang von Berichten, Dossiers und Informationen in verschiedenen Teilen des Kontinents zuständig. Sein eigener Informant und Liebhaber soll bis zu seinem Tod Tom Lawson gewesen sein. Neben Anthonys eigenem Sekretariat arbeiteten vier weitere Sekretäre für Essex. Dazu zählten Henry Cuffe, Edward Reynolds und Henry Wotton, der Freund und Vetter der Bacon-Brüder, der 1651 seine Memoiren Reliquiae Wottonianae veröffentlichte. Henry Cuffe begleitete Essex 1596 auf dessen Expedition nach Cádiz, einem militärischen Angriff auf die Stadt, die kurzzeitig von den Engländern eingenommen wurde. Nach der Rückkehr wurde ihm von der Königin und dem Kronrat verwehrt, einen Bericht darüber zu veröffentlichen. Anthony Bacon, dem Cuffe das Manuskript gegeben hatte, gelang es, einige Kopien davon zu verteilen.

## Tod und Nachlass
Als Robert Devereux, Earl of Essex am 25. Februar 1601 nach einem versuchten Staatsstreich wegen Verrats im Tower of London hingerichtet wurde, verließ Anthony Bacon sein Haus und tauchte unter. Er starb im Haus Frances Walsinghams, der einzigen Tochter Francis Walsinghams und Witwe Philip Sidneys und des Earl of Essex, und wurde in einer Gruft der Kirche St Olave Hart Street begraben.
Teile einer erhalten gebliebenen Korrespondenz wurden von seinem Bruder Francis gesammelt und seinem Sekretär und literarischem Nachlassverwalter William Rawley vermacht. Der wiederum gab sie an Thomas Tenison (1636–1715), den Erzbischof von Canterbury, weiter. Seither stehen diese sogenannten Bacon Papers in der Bibliothek des Lambeth Palace und warten bis heute auf eine weitere Auswertung.